# Diwertor
Diwertor – urządzenie do oczyszczania plazmy z domieszek stanowiące zwykle część tokamaków. Składa się z kilku soczewek magnetycznych o przeciwsobnych polach wychwytujących niepożądane jony. Do wychwytu dochodzi na krawędzi sznura plazmy, a przechwycone jony są odprowadzane na zewnątrz urządzenia.
Diwertory stosuje się, aby usuwać z plazmy głównie ciężkie jony, które obniżają jej temperaturę, i które zderzając się ze ścianami urządzeń plazmowych powodują ich aktywację i degradację.